# Kloster Maria Schutz (Sankt Andrä am Zicksee)

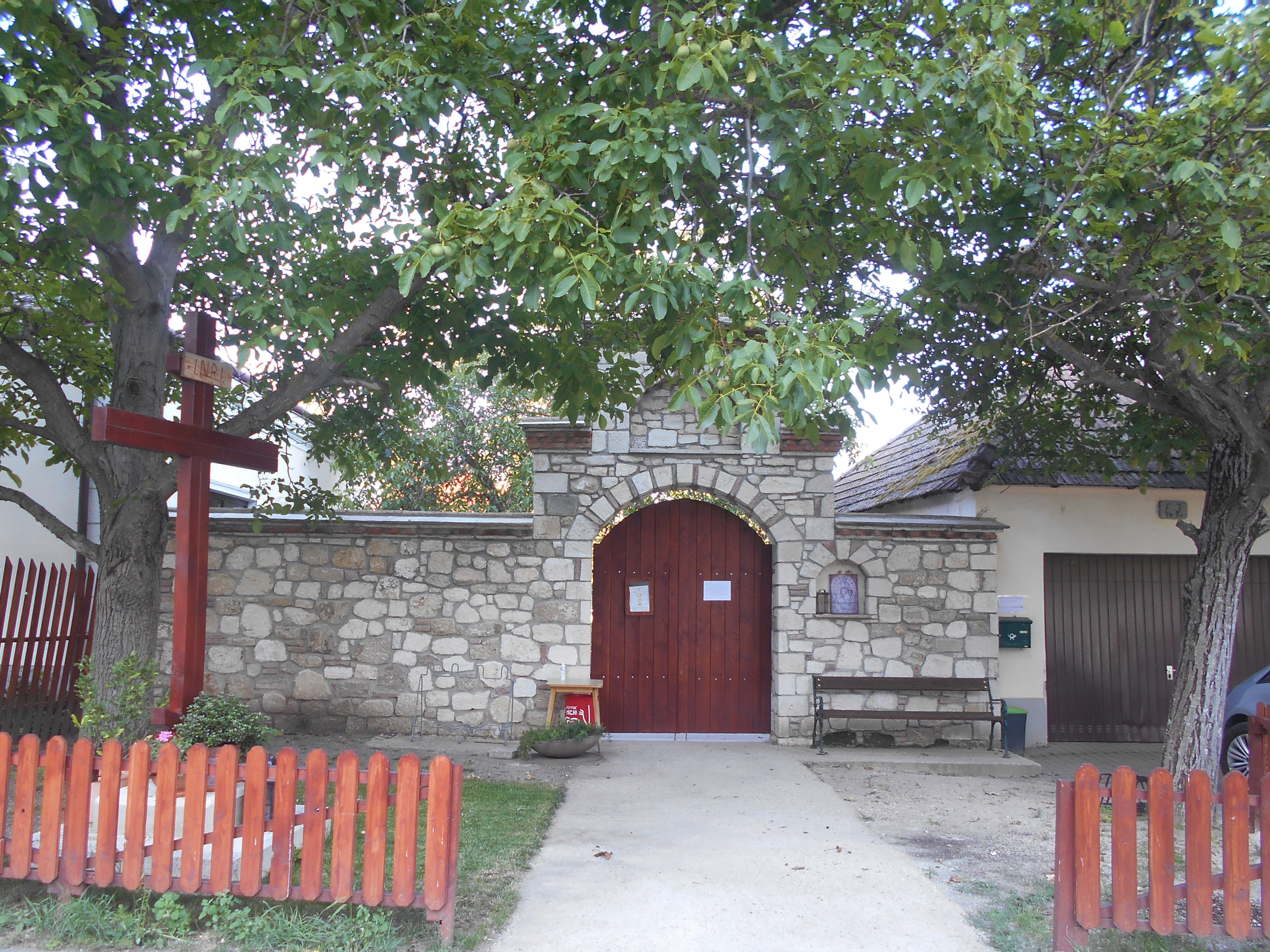
Portal des Klosters zwischen Bahngasse 39 und 40

Das Kloster Maria Schutz in Sankt Andrä am Zicksee ist ein griechisch-orthodoxes Kloster der Metropolis von Austria sowie das erste und bisher einzige östlich-orthodoxe Kloster in Österreich.

## Geschichte
Die Mönchsgemeinschaft wurde 2014 gegründet, nachdem die römisch-katholische Diözese Eisenstadt der Griechisch-orthodoxen Metropolis von Austria ein Grundstück zur Verfügung gestellt hatte, auf dem das Kloster errichtet werden sollte. Aufgrund verschiedener Imponderabilien verzögerte sich allerdings die Umwidmung dieser landwirtschaftlich genutzten Fläche in Bauland immer wieder, sodass die Klostergemeinschaft vorläufig in einem eigens dafür angekauften Gebäude in der Marktgemeinde Sankt Andrä am Zicksee ihre vorläufige Heimat fand. Im Kloster leben der Abt und vier Mönche (Stand 2016). Die Grundsteinlegung für den Neubau fand am 26. September 2020 statt.

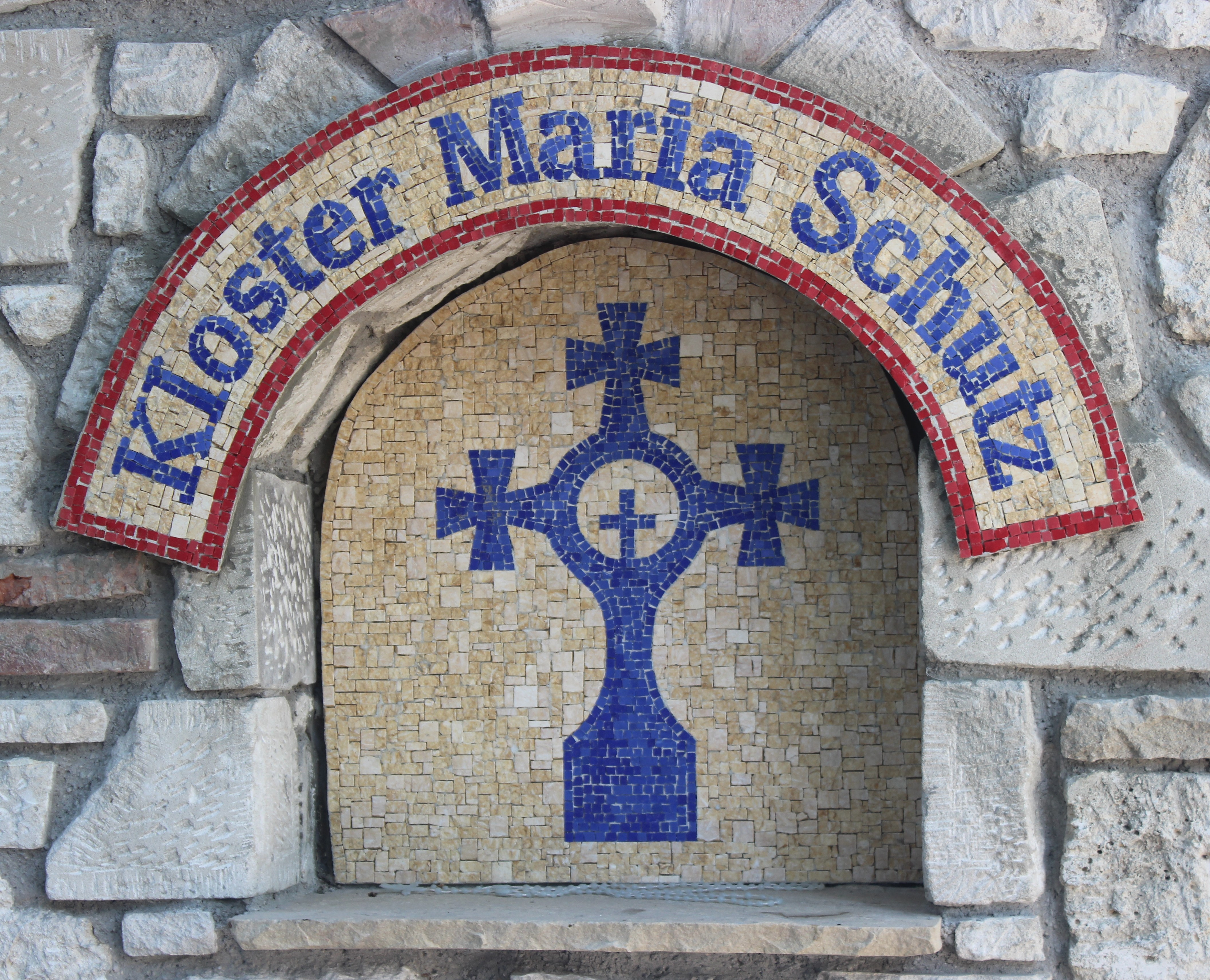
Wandmosaik im Kloster Maria Schutz

Zu Weihnachten 2016 erhielt die Mönchsgemeinschaft von Stanislav Zvolenský, dem Erzbischof von Bratislava  eine Reliquie des Johannes von Alexandrien geschenkt.

## Liste der Vorsteher
Äbte:
- Paisios Jung, 2014–2022
- Arsenios Kardamakis, seit 2022

## Sehenswürdigkeiten
Den sakralen Kern des Gebäudes bildet die Kapelle zum Heiligen Bartholomäus, die im typisch byzantinischen Stil eingerichtet wurde.